# Dolní Líštná (zámek)
Zámek Dolní Líštná stával v Dolní Líštné, dnes části Třince, v areálu panského dvora, jehož zbytky nesou čp. 433. Spolu s letohrádkem Sanssouci se jedná o jediné zaniklé panské sídlo na území Třince.

## Historie
První písemná zmínka o vsi pochází z roku 1305, kdy náležela jistému Svěntošovi, proto se uvádí jako Svensonova a později také jako Polská Líštná. Od počátku se jednalo o alodní statek těšínské šlechty. V roce 1430 je jako majitel uváděn Petr Nýdek z Polské Líštné. V roce 1457 přešla polovina statku na jeho syna Jana Nýdka, který se v roce 1494 Líštné vzdal ve prospěch svého bratra Metoděje z Březí a jeho synů. K roku 1529 se dostává do vlastnictví Jana Čela z Čechovic, od jehož vnuka Kašpara v roce 1568 statek Dolní Líštná spolu s Vendryní a Rybářovicemi odkoupil Kašpar Borek z Roztropic a od něj před rokem 1573 Toman Mléčko z Jílovce. Od jeho synů ji v roce 1578 získávají Barští z Baště.
V roce 1629 přechází do majetku rodu Beesů: Augustina Beese z Chrostiny (* před rokem 1635 †1659), následně do roku 1690 je jako majitel uváděn Vilém Bees a v letech 1716 – 1723 Ludvík Vlček z Dobré Zemice. Ten ale musel v polovině 18. století svoje zadlužené majetky prodat a Dolní Líštná se vrací Beesům. Právě za Beesů z Chrostiny došlo v obci k výstavbě panského dvora, jehož součástí bývalo patrně i drobné panské sídlo, označované jako zámeček. Roku 1793 statek odkoupila těšínská komora, zámeček tak ztratil svoji funkci a sloužil potřebám správy dvora.
Počátek 19. století a nástup železáren v Třinci znamená začátek konce zámečku. V roce 1839 došlo k otevření první železné hutě v Třinci, která stávala v bezprostřední blízkosti Dolní Líštné. Jako prostory pro ubytování dělníků posloužila budova zámečku, zároveň došlo k přeměnění panského dvora na dělnickou kolonii. Zámeček se ještě objevuje v roce 1836 na indikační skice stabilního katastru. V postupnou modernizací a přestavbou Třince došlo v 50. letech 20. století k opuštění dělnické kolonie a v polovině 70. let k vlastní demolici bývalého zámečku.